# Tanya Huff

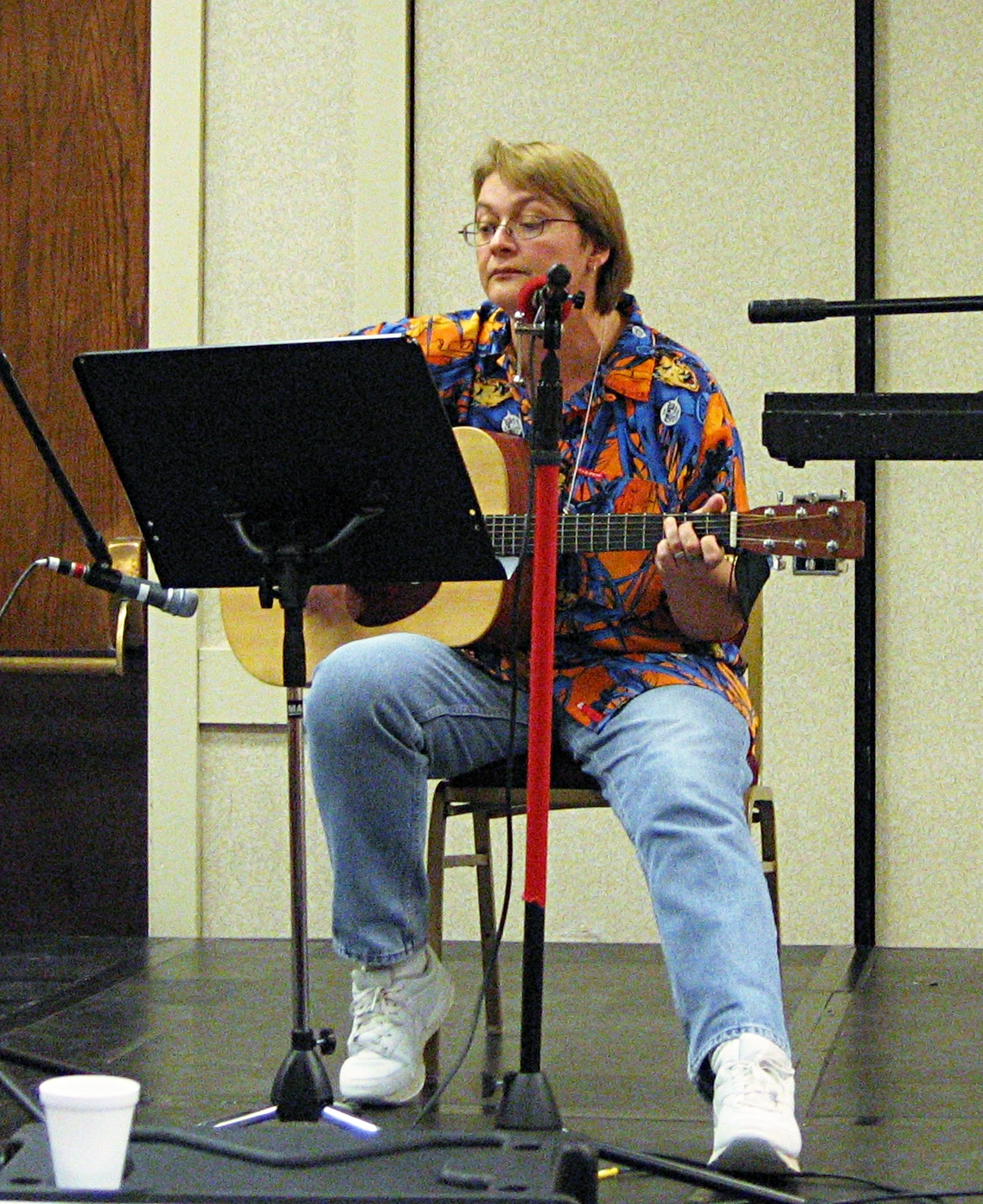
Tanya Huff

Tanya Sue Huff (* 1957 in Halifax, Nova Scotia) ist eine kanadische Fantasy-Autorin.

## Biographie
Obwohl in Nova Scotia geboren, wuchs sie in Kingston, Ontario auf. Ihr erstes Werk veröffentlichte sie mit zehn Jahren. Von 1975 bis 1979 gehörte sie zur Canadian Naval Reserve, wo sie als Köchin arbeitete. Danach machte sie ihren Bachelor of Applied Arts in Radio und Fernsehkunst an der Ryerson University in Toronto, Ontario.
In den frühen 1980er Jahren arbeitete sie bei Mr. Gameway’s Ark, einem Spielzeuggeschäft. Anschließend (1984–1992) war sie bei Bakka (Toronto), Nordamerikas ältestem Science-Fiction-Buchladen beschäftigt. Während dieser Zeit schrieb sie 7 Novellen und 9 Kurzgeschichten, welche nach und nach veröffentlicht wurden. Sie war Mitglied der Bunch of Seven, einer Gruppe Schriftsteller. 1992 zog sie mit ihren 4 Katzen ins ländliche Ontario, wo sie heute noch mit ihrer Partnerin Fiona Patton lebt. Ihre derzeitige Hausgemeinschaft umfasst 6 Katzen und einen Chihuahua. Huff ist eine der bekanntesten kanadischen Autorinnen in der Kategorie Zeitgenössische Fantasy. Viele ihrer Geschichten spielen an Plätzen, wo sie gelebt hat, Toronto, Kingston und weitere.

## Bibliographie

### Die Chroniken der Hüter (Keeper Chronicles)
Claire ist eine Hüterin, dazu bestimmt, das Universum zusammenzuhalten. Eines Tages kommt sie in ein Hotel mit einem Loch zur Hölle. Weitere Charaktere der Serie sind Austin, eine sprechende Katze, Claires Freund Dean und ihre Schwester Diana, ebenfalls Hüterin.
Alle übersetzt von Dorothee Danzmann.
- Summon the Keeper, DAW Books 1998, ISBN 0-88677-784-4
  - Hotel Elysium, Feder und Schwert 2005, ISBN 3-935282-88-5
- The Second Summoning, DAW Books 2001, ISBN 0-88677-975-8
  - Auf Teufel komm raus, Feder und Schwert 2005, ISBN 3-935282-89-3
- Long Hot Summoning, DAW Books 2003, ISBN 0-7564-0136-4
  - Hüte sich wer kann, Feder und Schwert 2006, ISBN 3-935282-90-7

### Quarters
Beinhaltet eine Welt um magische Musiker (Barden) und die Invasionsbedrohung des Nachbarlandes. Das erste Buch handelt von der Schwester des Königs, welche ohne Erlaubnis schwanger wird. Das zweite und das dritte Buch handelt von einem Geschwisterpaar und das Vierte spielt in einem fernen Land.
- Sing the Four Quarters, DAW Books 1994, ISBN 0-88677-628-7
- Fifth Quarter, DAW Books 1995, ISBN 0-88677-651-1
- No Quarter, DAW Books 1996, ISBN 0-88677-698-8
- The Quartered Sea, DAW Books 1999, ISBN 0-88677-839-5

### Wizard Crystal / Wizard of the Grove
Beide übersetzt von Silvia Jettkant und Ralf Hlawatsch.
Das Mädchen Crystal wird geboren, um sich als letzte Zauberin gegen den bösen Kraydak zu stellen.
- Child of the Grove, DAW Books 1988, ISBN 0-88677-272-9
  - Die Göttin der Zauberer, Piper 2005, ISBN 3-492-26587-1
- The Last Wizard, DAW Books 1989, ISBN 0-88677-331-8
  - Der letzte Zauberer, Piper 2006, ISBN 3-492-26575-8

### Victory Nelson – Blutserie (Victory Nelson, Investigator)
Victoria (Vicki, Victory) Nelson war Polizistin, welche aufgrund ihrer Augenkrankheit (Retinopathia pigmentosa) vom Dienst ausgeschieden ist. Sie lernt Henry Fitzroy kennen, einen Vampir und Schriftsteller historischer Liebesgeschichten. Henry ist der illegitime Sohn von Heinrich VIII. Weitere Charaktere sind Mike Celluci, Vickis ehemaliger Partner und Liebhaber, sowie Tony, ein Informant. Aufgrund ihrer Krankheit ist Vicky halbblind und arbeitet als Privatdetektivin. Zusammen mit Henry klärt sie einige übernatürliche Verbrechen auf. Die Serie spielt überwiegend in Toronto.
Bei Blood Bank handelt sich um keinen eigenständigen Roman, hier sind die 8 Vicky Nelson Kurzgeschichten versammelt welche Tanya Huff für verschiedene Anthologien schrieb (u. a. für Vampire Detectives, DAW 1995)
- Blood Price, DAW Books 1991, ISBN 0-88677-471-3
  - Blutzoll,  Feder und Schwert 2004, Übersetzerin Claudia Wittemund, ISBN 3-937255-22-2
- Blood Trail, DAW Books 1992, ISBN 0-88677-502-7
  - Blutspur, Feder und Schwert 2002, Übersetzerin Claudia Wittemund, ISBN 3-931612-55-9
- Blood Lines, DAW Books 1992, ISBN 0-88677-530-2
  - Blutlinien, Feder und Schwert 2004, Übersetzerin Dorothee Danzmann, ISBN 3-937255-23-0
- Blood Pact, DAW Books 1993, ISBN 0-88677-582-5
  - Blutpakt, Feder und Schwert 2003, Übersetzerin Dorothee Danzmann, ISBN 3-935282-93-1
- Blood Debt, DAW Books 1997, ISBN 0-88677-739-9
  - Blutschuld, Feder und Schwert 2004, Übersetzerin Dorothee Danzmann, ISBN 3-937255-08-7
- Blood Bank, DAW Books 2006, ISBN 0-7564-0392-8
  - Blutbank, Feder und Schwert 2008, Übersetzerin Dorothee Danzmann, ISBN 3-86762-041-5

### Tony Foster
Einige Nachfolgegeschichten der Victory-Nelson-Bücher, mit Tony in der Hauptrolle. Tony arbeitet bei einem Fernsehsender, welcher ironischerweise eine Serie über einen Vampir-Detektiv produziert.
Alle übersetzt von Dorothee Danzmann.
- Smoke and Shadows, DAW Books 2004, ISBN 0-7564-0183-6
  - Rauch und Schatten, Feder und Schwert 2006, ISBN 3-937255-80-X
- Smoke and Mirrors, DAW Books 2005, ISBN 0-7564-0262-X
  - Rauch und Spiegel, Feder und Schwert 2007, ISBN 3-937255-96-6
- Smoke and Ashes, DAW Books 2006, ISBN 0-7564-0347-2
  - Rauch und Asche, Feder und Schwert 2007, ISBN 978-3-937255-97-2

### Confederation of Valor
- Valor’s Choice, DAW Books 2000, ISBN 0-88677-896-4
- The Better Part of Valor, DAW Books 2002, ISBN 0-7564-0062-7
- The Heart of Valor, DAW Books 2007, ISBN 978-0-7564-0435-2
- Valor's Trial, DAW Books 2008, ISBN 978-0-7564-0479-6
- The Truth of Valor, DAW Books 2010, ISBN 978-0-7564-0620-2

### Peacekeeper
Spielt ebenfalls im Valor-Universum.
- An Ancient Peace, DAW Books 2015, ISBN 978-0-7564-0958-6
- A Peace Divided, DAW Books 2017, ISBN 978-0-7564-1150-3
- The Privilege of Peace, DAW Books 2018, ISBN 978-0-7564-1153-4

### Die Hexen-Chroniken (Gale Family)
- The Enchantment Emporium, DAW Books 2009, ISBN 978-0-7564-0555-7
  - Der Hexenladen, Feder & Schwert 2012, Übersetzerin Dorothee Danzmann, ISBN 978-3-86762-105-2
- The Wild Ways, DAW Books 2011, ISBN 978-0-7564-0686-8
  - Wilde Wege, Feder & Schwert 2014, Übersetzerin Katja Giehl, ISBN 978-3-86762-208-0
- The Future Falls, DAW Books 2014, ISBN 978-0-7564-0753-7

### Andere Romane
- Gate of Darkness, Circle of Light, DAW Books 1989, ISBN 0-88677-386-5
- The Fire's Stone, DAW Books 1990, ISBN 0-88677-445-4
- Scholar of Decay, TSR 1995, ISBN 0-7869-0206-X (ein Ravenloft-Roman)
- The Silvered, DAW Books 2012, ISBN 978-0-7564-0743-8
  - Die Silbernen, Feder & Schwert 2015, Übersetzer Lennart Janson und Jessica Becker, ISBN 978-3-86762-212-7

### Kurzgeschichtensammlungen
- 1999: What Ho, Magic!
- 1999: Stealing Magic
- 2003: Relative Magic
- 2007: Finding Magic

### Anthologien mit Kurzgeschichten von Tanya Huff
- Vampire Detectives
- Virtuous Vampires
- Bending the Landscape: Fantasy
- The Fortune Teller
- Tarot Fantastic
- Wizard Fantastic
- Tales from the Eternal Archives 2: Earth, Air, Fire, Water
- Vampire Slayers: Stories of Those Who Dare to Take Back the Night
- Dracula in London
- Oceans of Magic
- Single White Vampire Seeks Same
- Women of War, Ed. Tanya Huff
- In the Hunt, Eine Sammlung von Essays zur TV-Serie Supernatural

## Adaptionen
Im Sommer 2006 wurde damit begonnen, die Victoria-Nelson-Geschichten unter dem Namen Blood Ties als Fernsehserie zu produzieren. Die Serie hatte am 11. März 2007 Premiere bei Lifetime Network, einem US-amerikanischen Fernsehsender. Im Frühjahr soll die Serie auch im kanadischen Fernsehen gezeigt werden. Die Hauptrolle wird von der kanadischen Schauspielerin Christina Cox gespielt. In Deutschland wird die Serie seit 26. Oktober 2008 auf RTL II ausgestrahlt.
Seit Februar 2008 wird die Serie auf dem österreichischen Privatsender ATV gezeigt.